# Opsada Bihaća
Okolica Bihaća bila je lokacija bitke tijekom rata u Bosni i Hercegovini. U njoj je sudjelovala Armija Republike Bosne i Hercegovine u Bihaću na jednoj strani i srpske snage na drugoj strani, koje su stavile to područje pod dvostruku opsadu – od vojske srpske Krajine (SVK) (na teritoriju Hrvatske pod kontrolom srpskih snaga) na sjeverozapadu do vojske Republike Srpske (na teritoriju BiH pod kontrolom srpskih snaga) na jugoistoku – kao i pobunjenih bošnjačkih snaga koje su stale na stranu vojske Republike Srpske (VRS) u Autonomnoj pokrajini zapadnoj Bosni na sjeveru od 1993. godine. Opsada Bihaća trajala je 3 godine, od ljeta 1992. do 4./5. kolovoza 1995., kada ju je prekinula vojna akcija Operacija Oluja u kojoj je Hrvatska vojska vratila područja RSK-a Hrvatskoj na sjeverozapadu. 
Istraživačko dokumentacijski centar u Sarajevu je utvrdio da su općine koje su bile zahvaćene opsadom i borbama – Bihać, Bosanska Krupa, Cazin i Velika Kladuša – imale sveukupno 4.856 ubijenih ili nestalih osoba od 1991. do 1995. godine.

## Kronologija

### 1992.
Nakon što je proglašena Republika Srpska Krajina (RSK) 1991. na zapadu, stanovnici Bihaća nisu više mogli olako prijeći na taj teritorij. Nakon što je proglašena i Republika Srpska (RS) 1992. na istoku, općine Bihać, Bosanska Krupa, Cazin i Velika Kladuša su se našle opkoljene na dvije strane. Dvije vojske RSK-a i RS-a su surađivale kako bi osvojile bihaćki džep između njih. Blokada i borbe su započele 12. lipnja 1992. Kao posljedica, stanovnici okolice Bihaća su bili prisiljeni živjeti u skloništima, bez struje i vode, a dobivali su ograničene količine namirnica. Povremeno bi izbijala glad. Općina Bihać je proglasila izvanredno stanje te razvila vlastitu vojsku, V. korpus.
Tomislav Dretar, Hrvat, je organizirao obranu Hrvata u Bihaću. Uspostavio je HVO Bihaća 28. srpnja 1992. u selu Šmrekovac, Velika Kladuša. Njegove snage su imale 1200 boraca te su priključene V. korpusu uz status autonomije. 
Čahura ispaljena s položaja VRS-a je eksplodirala u središtu grada 11. kolovoza, pokraj zgrade prenamijenjene u skladište za žene i djecu. Ubila je petero osoba, među njima i troje djece, a ranila 24. Osam ljudi je zahtijevalo amputacije. Bihaćke snage, naoružane tek puškama, nisu mogle uzvratiti. Svjedok je rekao da je trajalo "satima dok je oprana krv s tog mjesta". Bombardiranja su katkad započinjala ujutro, katkad popodne, a katkad i po noći. Jednog kolovoza, bombardiranje je trajalo od 18:40 do iza ponoći.
Područje su naseljavali uglavnom Bošnjaci, a od izbijanja sukoba je primila 35.000 raseljenih, većinom iz područja koja su pala pod RS, kao što je Banja Luka i Sanski Most 1992. S druge strane, Srbi, civili, su napustili i Bihać te krenuli suprotnim smjerom, prema Banjoj Luci.

### 1993.
Pretvaranje Srebrenice u sigurnosnu zonu je prošireno 6. svibnja 1993. i na pet drugih bosanskih gradova: Sarajevo, Tuzla, Žepa, Goražde i Bihać. Alija Izetbegović je odbacio taj plan jer je smatrao da će te zone postati klopke u kojima će bosanske izbjeglice biti lake mete za VRS.
Bihać je imao par konvoja s hranom kroz tri godine, a povremeno i je dobivao i namirnice putem zrakoplova. Pješčane vreće su postavljene oko kuća a bunkeri su iskopani na uglovima ulice. Velik dio stanovništva je mobiliziran radi obrane gradova. Auti su također nestali jer je bilo malo benzina. Skoro svaka telefonska veza je odsječena još 1991. Razmještanje UN-ovih mirovnih snaga nije puno pomogao: snage RSK-a su u zonama Hrvatske pod zaštitom UN-a oteli konvoj hrane na putu prema Bihaću u travnju 1993. 19 tona hrane je oteto od UN-a te distribuirano stanovnicima RSK-a. Novinar Marcus Tanner je komentirao kako "Srbi iz Krajine, pod zaštitom UN-a, napadaju Bihać, sigurnosnu zonu UN-a".
Bihać i okolica je imala 170.000 ljudi a konvoji hrane su prekinuti od svibnja 1993. Do 1993., enklava je ugostila 61.000 raseljenih iz drugih dijelova Bosne, što je bilo 27% njenog ukupnog stanovništva. Cijeli Bihać je imao samo jednu bolnicu koja je iscrpila svoje medicinske rezerve do prosinca 1994., tako da je 900 pacijenata imalo samo jedan obrok dnevno. Bez potrebnih lijekova, počele su se širiti bolesti - tuberkuloza, bolesti crijeva, hepatitis, nedostatak vitamina A.
Stanje se dodatno pogoršalo za Bihać kada su Fikret Abdić i njegove snage na sjeveru proglasile Autonomnu pokrajinu zapadnu Bosnu (APZB) te se pridružili snagama VRS-a.

### 1994.
V. korpus je osvojio APZB, ali su odbijeni uz snažnu podršku snaga VRS-a i SVK-a te je ponovno uspostavljena zapadna Bosna.  
Do 27. studenog 1994., VRS je osvojila trećinu bihaćke enklave. Borbe su bile manje od 500 metara od bihaćke bolnice. Vijeće sigurnosti je raspravljalo o pogoršanju stanja. VRS je pozvao Bihać na predaju 26. studenog, da bi potom promijenila ponudu da se preda Fikretu Abdiću. Ali gradonačelnik Bihaća, Hamdija Kabiljagić, je odbacio predaju, jer se bojao masakra.
Michael Williams, glasnogovornik za mirovne snage UN-a, je izjavio da je selo Vedro Polje, zapadno od Bihaća, palo nakon napada snaga RS-a. I snažna paljba na Veliku Kladušu na sjeveru je dolazilo s položaja srpskih snaga na području Hrvatske. Oružjem ih je snabdijevao Beograd.
Operacija spriječiti let nije dozvoljavala borbenim zrakoplovima let iznad Bosne, pa je VRS tu zabranu zaobišla ostavljajući SVK-u zračne napade s hrvatskog teritorija: s vojnog aerodroma Udbine, južno od Bihaća, SVK je poslao borbene zrakoplove koje su izbacili napalm i kazetne bombe. Iako je većina bombi bilo staro te stoga nije eksplodiralo, takav napad je bio jasno kršenje zabrane leta. NATO je htio odgovoriti, ali nije imao dopuštenje izvesti vojne operacije nad hrvatskim zračnim prostorom, pa su SVK-ovi borbeni zrakoplovi zbog blizine granice mogli napasti Bihać i vratiti se u Hrvatsku prije nego što ih netko presretne. Kako bi se stalo na kraj takvoj praksi, usvojena je rezolucija 958 Vijeća sigurnosti, koja je proširila djelovanje NATO-vih zrakoplova i na području Hrvatske.
Rezolucija 959 je "izrazila zabrinutost zbog eskalacije borbi na bihaćkom džepu te odljev izbjeglica i raseljenih kao posljedica istih" te osudila "kršenje međunarodne granice između Republike Hrvatske i Republike Bosne i Hercegovine". Također je zatražila da se snage RSK-a suzdrže od "agresivnog djelovanja preko granice".

### 1995.
Dana 23. srpnja su ponovno izbili minobacački i tenkovski napadi na bihaćku enklavu, što su promatrači UN-a nazvali "najozbiljnijim borbama u Bosni u zadnjih mjeseci". Tisuće vojnika VRS-a i 100 tenkova su krenule u napad.
Opća skupština Ujedinjenih naroda osvrnula se na napade:

## Kraj opsade
Nakon pada Srebrenice i Žepe u srpnju 1995., Hrvatska je počela gomilati vojnike kraj srpskih položaja, dok je SVK napadala bosansko bojište. Hrvatska je htjela zaustaviti pad Bihaća jer bi time spajanje RS-a i RSK-a bio dovršen. Hrvatski i bosanski vođe su potpisali međusobni sporazum o obrani (Splitska deklaracija). Operacija Oluja je naposljetku prekinula opsadu 4. i 5. kolovoza 1995., uz koordiniranu vojnu akciju s V. korpusom Atifa Dudakovića. Dudaković je izjavio: "trebali smo "Operaciju Oluju" jednako kao i Hrvatska". Nakon kraja ABZP-a i RSK-a, te time i napada sa zapada, u Bihać i okolicu su stigle namirnice i lijekovi, koji su normalizirali živote stanovnika.

## Suđenja
Međunarodni sud za ratne zločine počinjene na području bivše Jugoslavije je optužio Slobodana Miloševića zbog sudjelovanja u udruženom zločinačkom pothvatu jer je navodno "planirao, poticao, naredio ili na neki drugi način pomagao i podržavao" izvedbu progona nesrpskih stanovnika, među njima i na teritoriju Bihaća. Milošević je preminuo prije presude.
General Ratko Mladić je također optužen zbog progona Bošnjaka i Hrvata, između ostalog i na području Bihaća-Ripača.
Vlada Bosne i Hercegovine je podigla optužnicu protiv Fikreta Abdića zbog smrti 121 civila te ranjavanje 400 ostalih u okolici Bihaća. Uhitile su ga hrvatske vlasti te pravomoćno osudile na 15 godina zatvora.

## Vanjske poveznice
- Francuski video izvještaj iz Bihaća nt Ina.fr